# Добровольский, Константин Августинович

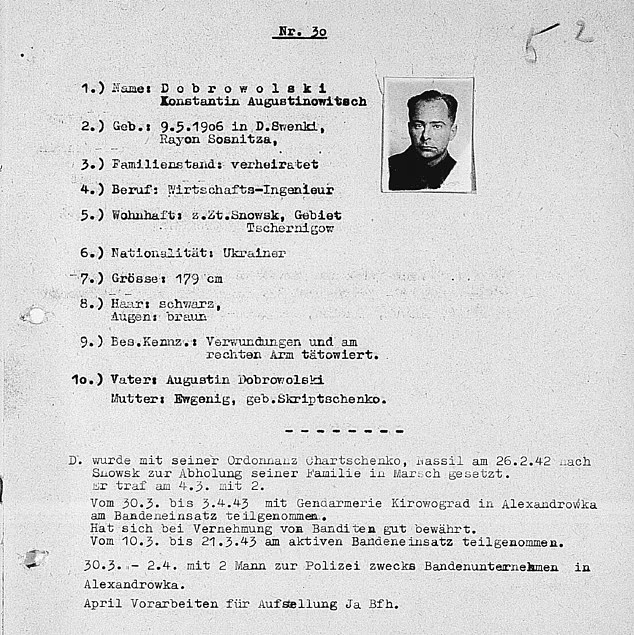
Анкета Добровольского

Константин Августинович Добровольский (род. 9 мая 1906 года в Савинках, Черниговская губерния, Россия — июнь 1944?) — коллаборационист, дед Блейз Метревели, директора разведывательной службы Великобритании MI6.

## Биография
Младший незаконный сын дворяни́на Августина Францевича Добровольского и крестьянки Евгении Лещенко. До 1917 года учился во Владимирском Киевском кадетском корпусе, революцию пережидал с отцом в Сосницком уезде (позже утверждал, что всю его семью якобы истребили большевики ещё в 1917 году). В 1922 году переехал в Москву по подложным документам на имя Константина Степановича Кравченко (по имени и фамилии бывшего мужа матери), работал в автомастерской и учился на вечернем факультете Института международного права.
По его утверждению, в 1927 года за антисоветскую агитацию, антисемитизм и сокрытие происхождения и социального положения приговорён к 10 годам ссылки, выслан в Среднеколымск, где после окончания ссылки с 1937 г. работал в «Колымтресте» и дослужился до начальника отдела снабжения. В 1938 году экстерном получил диплом инженера-экономиста и интендантское звание (формально присвоено в 1940 году, было аналогом капитана).
Согласно послевоенной розыскной документации КГБ, имел многочисленных жён в разных городах, где работал в разные годы жизни. Последняя супруга (на момент начала войны) — Варвара Добровольская.
Последняя должность в РККА (с апреля 1941 г.) — командир отдельного 35-го артиллерийского дивизиона. Войну встретил в Днепропетровске.
4 августа 1941 года сдался в плен немцам. На допросах утверждал, что боялся после призыва в РККА оказаться в тылу из-за имевшейся судимости. В качестве военного водителя оказывал помощь танковому подразделению СС в ходе наступления на Киев. 22 сентября 1941 года направлен в Сосницу, где вскоре создал отряд вспомогательной полиции, который был в распоряжении сначала 197-й, а затем и 194-й фельдкомендатуры. Полицейский отряд действовал в ряде городов и посёлков, занимаясь массовым истреблением евреев и партизан. Согласно показаниям А. В. Овсиенко, в местечке Понорница отряд полицаев во главе с Шило казнил группу евреев (в том числе изнасиловал схваченных евреек) и забрал себе их золотые украшения: среди мародёров был и Добровольский. В немецких документах фигурирует как «агент № 30», удостоился от сослуживцев прозвища «Мясник». И. Р. Петров указывает, что прозвище «Мясник», фигурирующее в английской прессе, не подтверждается источниками, однако Добровольский фигурировал в партизанской пропаганде под другими прозвищами, характеризовавшими его склонность к массовым убийствам.
В октябре 1941 г. созданный им полицейский отряд достигает численности в несколько сот человек; по оценке историка И. Р. Петрова, на начало 1942 г. по масштабам своей деятельности Добровольский опережал другого в дальнейшем известного коллаборациониста Бронислава Каминского.
За свою службу в оккупационной полиции Добровольский получал ежемесячно 81 рейхсмарку. По некоторым данным, советская власть назначила за него награду в размере 50 тысяч рублей (живым или мёртвым). С июля 1942 года служил в тайной полевой полиции, участвовал в карательных операциях против советских партизан. По свидетельствам венгерских офицеров, в борьбе против партизан Добровольский отличался крайней жестокостью.
Своими интригами и самоуправством Добровольский нажил себе многочисленных врагов как в оккупационной администрации, так и среди немцев (сам он предпочитал сотрудничать с венграми, чьи войска были расквартированы в Черниговской области). Летом 1942 г. переведён на малозначительную должность переводчика. Его тесть был казнён. В октябре 1942 г. направлен в Сновск, где жила его жена Варвара, агентом по борьбе с партизанами с широкими полномочиями, а в дальнейшем организовывает агентурные сети в Рыльске и Льгове. В декабре 1942 г. военнопленный Б. Кулов опознал в нём бывшего политработника.
В феврале 1943 года был на короткое время арестован, однако ввиду наступления советских войск освобождён, вместе с женой и сыном переехал в Умань. Был награждён Знаком отличия для восточных народов. С августа 1943 г. возглавлял казачий антипартизанский отряд в Смеле.
В феврале 1944 г. числится в штате 69-го казачьего батальона в составе новосозданной 3-й кавалерийской бригады вермахта. По мнению И. Р. Петрова, мог погибнуть во время боёв в Белоруссии в конце июня 1944 г., так как в дальнейшем его батальон принимал участие в подавлении Варшавского восстания, однако Добровольский в нём уже не числится и в других документах не упоминается.
Деятельности Добровольского посвящены три тома объёмом более 500 страниц, хранящиеся в одном из архивов Германии.
После войны жена Варвара с сыном Константином переехали из Германии в Великобританию, где взяли фамилию Метревели (по новому супругу Варвары, Давиду Михайловичу Метревели, который также служил в коллаборационистских формированиях). Выходя замуж, Варвара указала, что является вдовой. Судьба Константина-старшего по состоянию на 2025 г. остаётся неизвестной, хотя он числился в розыске КГБ как военный преступник.